# The Pastels
The Pastels es un grupo de indie rock de Glasgow formado en 1981. Fueron un grupo clave en las escenas de música independiente escocesa y británica de la década de 1980, y se les atribuye específicamente el desarrollo de una escena musical independiente y sólida en Glasgow. El grupo ha tenido varios miembros, estando formado en la actualidad por Stephen McRobbie, Katrina Mitchell, Tom Crossley, John Hogarty, Alison Mitchell y Suse Bear.

## Historia

### Formación
The Pastels se formó en 1981 en pleno auge de la era Postcard Records de la música independiente en Glasgow. Brian Taylor, un amigo de la época de Alan Horne en Postcard, fichó a McRobbie, Hayward y Simpson para su nueva banda. Ésta actuó por primera vez en Bearsden Burgh Hall, reservado por McRobbie tras asistir a un concierto del grupo punk Crass en el mismo lugar.
La banda lanzó su primer sencillo, Songs for Children, en Whaam! Records en 1982, seguido de su cinta Entertaining Edward ese mismo año en el sello Action Tapes.
Entre 1982 y 1986 lanzaron varios sencillos, comenzando con Something Going On y su cara B I Wonder Why en 1983. Este último fue lanzado por separado por Rough Trade después de que McRobbie viajara para ver a Geoff Travis en la oficina de la discográfica en Londres, donde insistió en que eran "el próximo bombazo fuera de Escocia". La banda lanzó Million Tears en 1984, I'm Alright With You en 1985, y Truck Train Tractor en 1986, todos en otras discográficas tras el deterioro de su relación con Rough Trade, ya que el sello estaba más centrado en otros artistas como sus "nuevos fichajes más brillantes" Scritti Politti y The Smiths.
Estos lanzamientos fueron publicados en varios sellos, incluyendo a Whaam!, Creation y Glass Records, presentando todos ellos un sonido crudo e inmediato, melódico y amateur, que parecía estar en desacuerdo con su época.
A pesar de su enfoque musical -a la contra frente a su tiempo-, pronto disfrutaron de una emergente cultura "fanzinera" identificada con el sonido y la imagen del grupo y, poco a poco, comenzaron a influir en una nueva ola de grupos, además de llamar la atención de NME y otros medios del Reino Unido. Antes de su álbum de ruptura la banda apareció en una sesión de John Peel, así como en una amplia variedad de revistas. Durante este período McRobbie realizó una grado de bibliotecario en la Universidad de Glasgow, lo que aseguraría que la banda permaneciera vinculada a Glasgow durante esta etapa de celebridad mediática.
El sonido de los Pastels continuó evolucionando y, aunque formaron parte de la compilación C86 de NME, en las entrevistas siempre trataron de distanciarse de los desarrollos torpes y cursis.

### Up for a Bit With The Pastels
Su álbum debut, Up for a Bit With The Pastels (Glass, 1987; reeditado por Paperhouse, 1991) pasó del pop-punk de garaje a las baladas con salpicaduras de orquesta de sintetizador. El álbum recogió los elogios de la industria, destacando el reconocimiento por parte de bandas como Jesus and Mary Chain, Primal Scream, Sonic Youth, Yo La Tengo y Kurt Cobain de Nirvana, pero el disco no "prendió fuego al mundo" como algunos esperaban. En 2003 fue nombrado el 37° mejor álbum escocés por The Scotsman. The Guardian describe el álbum como fundamental para ayudar a "inspirar confianza en la escena de Glasgow, (mostrando) que las bandas no tenían que moverse hacia el sur para conseguir que la industria discográfica llegara a ellos". Dicho periódico señala este álbum como clave en el lanzamiento posterior de discos de grupos de Glasgow incluyendo el Tigermilk de Belle and Sebastian, Young Team de Mogwai, el debut homónimo de Franz Ferdinand, e incluso Chvrches.

### Salidas ySittin' Pretty
El siguiente disco, Sittin' Pretty (Chapter 22) fue lanzado en 1989. En la prensa musical del Reino Unido comenzaron a correr los rumores de que el grupo estaba a punto de separarse. Tras este álbum Taylor, Hayward y Simpson abandonaron el grupo.
Enseguida se hizo evidente que una nueva alineación se estaba configurando alrededor de los miembros originales, McRobbie y Wright (Aggi), a los que ahora se unía Katrina Mitchell. Esta alineación es probablemente la más conocida de todas las que han tenido, y, a menudo, presentaba a David Keegan (de Shop Assistants) o Gerard Love (de Teenage Fanclub) en la guitarra. Firmaron con el entonces emergente Domino Records y completaron dos álbumes, Mobile Safari (1995) e Illumination (1997). Los temas de este disco fueron remezclados por My Bloody Valentine, Jim O'Rourke, Stereolab, Mouse on Mars y otros para dar lugar al disco de remezclas Illuminati (1998). La banda también apareció ese año en la banda sonora de la película The Acid House.
En 2000 Wright dejó el grupo para centrarse en su carrera como ilustradora, aunque continuó colaborando con ellos. Su siguiente lanzamiento fue la banda sonora de The Last Great Wilderness de David Mackenzie (Geographic, 2003). En ella aparecía un tema grabado en colaboración con Jarvis Cocker de Pulp. 
En 2006 compusieron la música para la obra de teatro experimental “Do I Mean Anything To You Or Am I Just  Passing By?” de Gerard McInulty para la compañía 12 Stars de Glasgow.
En 2009, en colaboración con el grupo Tenniscoats de Tokio, Japón, publicaron el álbum Two Sunsets.
En 2013 lanzaron su primer álbum propiamente dicho tras dieciséis años, Slow Summits, de nuevo a través de Domino. Este fue preseleccionado para el premio Álbum Escocés del Año 2013.
La historia de The Pastels desde su formación hasta principios de los años 90 aparece en un documental de 2017 titulado Teenage Superstars.
Actualmente The Pastels poseen su propio sello, Geographic Music, a través de Domino, y son socios en la tienda Monorail Music de Glasgow.

## Componentes de la banda

### Actuales
- Stephen McRobbie (o Stephen Pastel) – guitarra, voz (1981–presente)
- Katrina Mitchell – batería, voz, guitarra, teclados (1989–presente)
- Tom Crossley – flauta, teclados (1990s–presente)
- Alison Mitchell – trompeta (2003–presente)
- John Hogarty – guitarra (final de los 2000s–presente)
- Suse Bear - bajo (2010s–presente)

### Anteriores
- Brian Taylor (o Brian Superstar) - guitarra (1981-1992)
- Martin Hayward - bajo, voz (1982-1990)
- Bernice Simpson - batería (1983-1990)
- Annabel Wright (o Aggi) - voz (1984-2000), teclados (1984-1990), bajo (1990-2000)
- Eugene Kelly - coros, violín, guitarra, autoarpa (1987-1989)
- David Keegan - guitarra (1992-2000)
- Gerard Love - guitarra / bajo
- Jonathan Kilgour - guitarra (1994-1997)
- Norman Blake - guitarra, bajo

### Colaboradores
- Gerard Love - guitarra, bajo, batería
- Norman Blake - guitarra, bajo, voz
- Colin McIlroy - guitarra
- Charlie Dinsdale - batería
- Chris Gordon - batería
- Michael Giudici - bajo
- Sandy Forbes - tambores
- Dean Wareham - guitarra
- Maureen McRoberts - saxofón
- Darren Ramsay - trompeta
- Francis MacDonald - tambores
- Liz Dew - bajo

## Discografía

### Álbumes de estudio
- Up for a Bit with The Pastels (1987)
- Sittin' Pretty (1989)
- Mobile Safari (1995)
- Illumination (1997)
- Slow Summits (2013)

### Recopilatorios
- Suck On (1988)
- Truckload Of Trouble (1994)
- Illuminati (1998)
- Summer Rain (2013)

### Bandas sonoras
- The Last Great Wilderness (2003)

### Sencillos
| Año  | Título | Sello                  | Álbum                         |
| ---- | --- | ---------------------- | ----------------------------- |
| 1982 | "Songs for Children"                                                                                              | Whaam! (WHAM005)       |                               |
| 1983 | "I Wonder Why" / "Supposed to Understand"                                                                         | Rough Trade (RT 137)   |                               |
| 1984 | "Something Going On" / "Stay With Me Until Morning Comes"                                                         | Creation (CRE 005)     |                               |
| 1984 | "Million Tears"                                                                                                   | Creation (CRE 011T)    |                               |
| 1985 | "I'm Alright With You                                                                                             | Creation (CRE 023T)    |                               |
| 1986 | "Truck Train Tractor" / "Breaking Lines"                                                                          | Glass (GLASS 48)       |                               |
| 1986 | "Crawl Babies" | Glass (GLASS 50)       | Up for a Bit with The Pastels |
| 1987 | "Comin' Through"                                                                                                  | Glass (GLASS 53)       |                               |
| 1989 | "Baby You’re Just You"                                                                                            | Chapter 22 (CHAP 37)   | Sittin' Pretty                |
| 1990 | "Different Drum" / "Empty House"                                                                                  | K Records (IPU 14)     |                               |
| 1991 | "Speeding Motorcycle" / "Speedway Star"                                                                           | Paperhouse (PAPER 008) |                               |
| 1991 | "Thru' Your Heart" / "Firebell Ringing"                                                                           | Paperhouse (PAPER 011) |                               |
| 1993 | "Thank You for Being You" / "Kitted Out"                                                                          | Paperhouse (PAPER 023) |                               |
| 1994 | "Olympic World of Pastelism"                                                                                      | Domino (RUG18)         |                               |
| 1994 | "Yoga" | Domino (RUG28)         | Mobile Safari                 |
| 1995 | "Worlds of Possibility"/"Love It's Getting Better" (grabado originalmente por The Groove en 1967 en Wand Records) | Domino (RUG36T)        | Mobile Safari                 |
| 1997 | "Unfair Kind of Fame"                                                                                             | Domino (RUG55T)        | Illumination                  |
| 1997 | "The Hits Hurt"                                                                                                   | Domino (RUG52)         | Illumination                  |
| 1998 | "One Wild Moment"                                                                                                 | Domino (RUG79T)        | Illuminati                    |
| 2013 | "Check My Heart"                                                                                                  | Domino                 | Slow Summits                  |

### Con Jad Fair
- Jad Fair and The Pastels - This Could Be the Night EP (Paperhouse, 1991)
- Jad Fair and The Pastels - No. 2 EP (Paperhouse, 1992)

### Con Tenniscoats
- The Pastels and Tenniscoats - Two Sunsets (Geographic, 2009)
- The Pastels and Tenniscoats - Vivid Youth / About You (Geographic, 2009)